# Vladimír Popelka
Vladimír Popelka (* 22. ledna 1932 Pardubice) je český dirigent a hudební skladatel. Po amatérských hudebních začátcích v rodných Pardubicích působil v brněnském rozhlasu, od roku 1968 žil v Praze, kde byl hudebním režisérem v Supraphonu a spolupracoval se skupinou Golden Kids. Později byl dlouholetým dirigentem TOČRu, původně jako externista (1972) a od roku 1982 na plný úvazek. Jeho hlavní náplní bylo hudební aranžmá a pracoval na řadě nahrávek pořízených pro Supraphon, podílel se také na popularizaci hudební klasiky. Jako hudební skladatel přispěl do repertoáru řady předních interpretů české populární hudby (Helena Vondráčková, Václav Neckář, Dagmar Patrasová). Aktivní byl až do vysokého věku, v roce 2019 vydal autobiografii Můj život s hudbou.

## Životopis
Narodil se v Pardubicích a hudbě se věnoval od dětství, již v pěti letech hrál na akordeon a housle. Po maturitě vystudoval Vysokou školu chemicko-technologickou v Pardubicích, kde promoval jako inženýr (1956). Krátce pracoval ve výzkumném ústavu, souběžně vedl amatérský orchestr v pardubické Tesle. Mezitím si doplnil hudební vzdělání studiem skladby u Zdeňka Hůly a počátkem 60. let přesídlil do Brna, kde byl v letech 1966–1968 hudebním redaktorem Československého rozhlasu a začal se tu příležitostně uplatňovat i jako dirigent. Spolupracoval mimo jiné s Orchestrem Gustava Broma a z doby působení v Brně pocházejí také jeho první vlastní melodie (Začínám žít, 1967, Helena Blehárová; Vteřiny, 1968, Laďka Kozderková). Na pozvání Bohuslava Ondráčka (který byl jeho vrstevníkem, taktéž rodákem z Pardubic a znali se již delší dobu) přešel v roce 1968 do Prahy a začal spolupracovat se skupinou Golden Kids, pro jejíž členy skládal (Kdo ti radu dá, 1969, Marta Kubišová). V letech 1968–1971 byl zaměstnán jako hudební režisér Supraphonu a podílel se na vzniku první samostatné LP desky Heleny Vondráčkové Ostrov Heleny Vondráčkové (1970). Pro ni také ve stejné době složil píseň To je tvý Waterloo. Hitových rozměrů dosáhla píseň Krokodýl Jeroným (Václav Neckář, 1972), která byla zvláště populární v německy mluvícím prostředí (s německým názvem Krokodil Theofil). Ve své době byla populární také skladba Těch starých písní se už nezbavím (1971, Milan Chladil). Na několika studiových nahrávkách z roku 1970 řídil také skupinu Olympic.
Od roku 1972 působil jako externí dirigent TOČRu a na studiových nahrávkách Supraphonu doprovázel řadu zpěváků populární hudby (Jiří Schelinger, Helena Blehárová, Miluše Voborníková, Jana Robbová). V této době se těžištěm jeho práce stalo aranžování, počátkem 70. let upravoval písně Karla Svobody napsané pro Karla Gotta a jako autor hudby obohatil repertoár Gottova doprovodného sboru (píseň Tingl-tangl, 1976, Jitka Zelenková). Upravoval také tvorbu skladatelů klasické hudby pro vydání na gramofonových deskách (Adam Michna z Otradovic, LP Konstelace, 1973). Jako aranžér měl podíl na albech klavíristy Jiřího Maláska (LP Romantický klavír I.–III.), která patřila ke komerčně nejúspěšnějším projektům Supraphonu v 70. letech. Kromě toho se nadále věnoval komponování, jeho písně zpívali Karel Černoch, Miluše Voborníková, Hana Zagorová nebo Eva Pilarová. Skládal také pro začínající zpěváky písně určené pro festivaly (Děčínská kotva). Jako dirigent studiového orchestru se podílel na vzniku LP desky Dean Reed a jeho svět (1976) amerického Deana Reeda, který měl v té době značnou popularitu ve východním bloku.
Po předčasném úmrtí Josefa Vobruby se stal dirigentem TOČRu na plný úvazek (1982). Jako dirigent rozhlasového orchestru je podepsán pod anglicky zpívaným albem Petry Janů 12 Famous & Awarded Movie Songs (1985) nebo pod deskou Hany Hegerové Potměšilý host (1987). Z další autorské spolupráce s Helenou Vondráčkovou vynikl duet s Jiřím Kornem Jakobynic (1985). Z této doby pochází také dětský hit Chytila jsem na pasece žížalu (1987) v interpretaci Dagmar Patrasové, k jehož mimořádnému ohlasu se Popelka jako autor hudby dlouho nechtěl příliš hlásit. V devadesátých letech založil vlastní hudební těleso Golden Strings Vladimíra Popelky, s nímž pořídil hudební doprovod pro vánoční album Hany Zagorové a Štefana Margity (Ave, 1994) nebo desku Řeka vůní (1995, Marta Kubišová). Příležitostně znovu spolupracoval s Karlem Gottem a Helenou Vondráčkovou (duet Song hrál nám ten ďábel saxofon, 1992), Jiřím Kornem a dalšími. V rámci TOČRu a navazujícího rozhlasového Big Bandu dlouhodobě spolupracoval s Felixem Slováčkem, později i s jeho synem Felixem Slováčkem mladším. V roce 2019 vydal vlastní biografii Můj život s hudbou.